# Whitehorn Mountain (Brits-Columbia)
Whitehorn Mountain is een berg in het Canadese deel van de Rocky Mountains, in het Mount Robson Provincial Park in Brits-Columbia. De berg is 3.399 meter hoog en werd voor het eerst beklommen op 12 augustus 1911 door Conrad Kain, die de berg alleen beklom. Aan de noordkant bevindt zich Lake Berg, aan de zuidkant Kinney Lake.